# 10 piosenek
10 piosenek – drugi album studyjny zespołu Pablopavo i Ludziki, którego wokalistą jest Pablopavo. Oficjalna premiera albumu odbyła się 30 marca 2011 roku, w dniu 33. urodzin muzyka.

## Lista utworów
1. Rozpoczęcie
2. Wpuść mnie
3. Oddajcie kino Moskwa
4. Złoto
5. Dajcie mi spokój
6. Warzywniak
7. Indziej
8. Iście iście
9. Aneta ucieka
10. 10 piosenek
11. Za darmo
12. Ballada o Okrzei